# Суперкубок Йорданії з футболу 2013
Суперкубок Йорданії з футболу 2013  — 31-й розіграш турніру. Матч відбувся 12 липня 2013 року між чемпіоном Йорданії клубом Шабаб Аль-Ордон та володарем Кубка Йорданії клубом Тат Рас.
| Володар Суперкубка Йорданії 2013 |
| -------------------------------- |
|                                  |
| Шабаб Аль-Ордон Другий титул     |

## Матч

### Деталі
| 12 липня 2013 23:00 (EEST) |

| Шабаб Аль-Ордон      | 2:0 | Тат Рас |
| -------------------- | --- | ------- |
| Шишані 30' Афуом 90' |     |         |

| Інтернаціональний стадіон, Амман |